# US-amerikanische Badmintonmeisterschaft 2004
Die US-amerikanische Badmintonmeisterschaft 2004 fand vom 4. bis zum 6. Juni 2004 in Shreveport, Louisiana, statt.

## Finalresultate
| Disziplin    | Sieger                   | Finalist                                 | Ergebnis           |
| ------------ | ------------------------ | ---------------------------------------- | ------------------ |
| Herreneinzel | Raju Rai                 | Kevin Han                                | 15-10, 15-5        |
| Dameneinzel  | Lili Zhou                | Melinda Keszthelyi                       | 4-11, 13-10, 11-0  |
| Herrendoppel | Howard Bach Kevin Han    | Khankham Malaythong Raju Rai             | 15-6, 15-3         |
| Damendoppel  | Grace Peng Yun Lili Zhou | Jennifer Coleman Melinda Keszthelyi      | 15-7, 15-1         |
| Mixed        | Raju Rai Eva Lee         | Khankham Malaythong Mesinee Mangkalakiri | 11-15, 15-12, 15-6 |